# Санний спорт на зимових Олімпійських іграх 2022 — змішана естафета
Змагання з санного спорту в змішаній естафеті на зимових Олімпійських іграх 2022 відбулися 10 лютого в Санно-бобслейному центрі Сяохайто в районі Яньцін у Пекіні.
Німеччина виграла естафету змішаних команд на двох попередніх олімпіадах і перед цими змаганнями очолювала залік Кубка світу 2021–2022. Латвія і Австрія посідали в кубку, відповідно, 2-ге й 3-тє місця. На Іграх-2018 року Канада здобула срібні медалі, а Австрія - бронзові, але після завершення кар'єри Алекса Ґофа і Семюела Едні Канада не показувала високих результатів у Кубку світу 2021–2022, і її не вважали претенденткою на нагороди.

## Результати
| Місце | Номер | Країна                                                                                               | Одномісні сани (жінки) | Одномісні сани (чоловіки) | Двомісні сани | Сума     | Відставання |
| ----- | ----- | --- | ---------------------- | ------------------------- | ------------- | -------- | ----------- |
| 1     | 14    | Німеччина · Наталі Гайзенбергер · Йоганнес Людвіг · Тобіас Вендль / Тобіас Арльт                     | 1:00.090               | 1:01.407                  | 1:01.909      | 3:03.406 | —           |
| 2     | 13    | Австрія · Маделайне Егле · Вольфганг Кіндль · Томас Штеу / Лоренц Коллер                             | 1:00.054               | 1:01.342                  | 1:02.090      | 3:03.486 | +0.080      |
| 3     | 12    | Латвія · Еліза Тірума · Крістерс Апарйодс · Мартиньш Ботс / Roberts Plūme                            | 1:00.578               | 1:01.451                  | 1:02.325      | 3:04.354 | +0.948      |
| 4     | 10    | Олімпійський комітет Росії · Тетяна Іванова · Роман Репілов · Олександр Денисьєв / Владислав Антонов | 1:00.147               | 1:01.757                  | 1:02.763      | 3:04.667 | +1.261      |
| 5     | 11    | Італія · Андреа Феттер · Леон Фельдерер · Емануель Рідер / Сімон Кайнцвальднер                       | 1:00.618               | 1:01.960                  | 1:02.274      | 3:04.852 | +1.446      |
| 6     | 8     | Канада · Трініті Елліс · Рейд Воттс · Трістан Вокер / Джастін Сніт                                   | 1:00.880               | 1:02.222                  | 1:02.133      | 3:05.235 | +1.829      |
| 7     | 9     | США · Ешлі Фаркугарсон · Кріс Мездер · Закарі Ді Ґреґоріо / Шон Голландер                            | 1:00.332               | 1:02.077                  | 1:03.332      | 3:05.741 | +2.335      |
| 8     | 6     | Польща · Клаудія Домарадзька · Матеуш Сохович · Войцех Хмілевський / Якуб Ковалевський               | 1:01.448               | 1:02.727                  | 1:02.961      | 3:07.136 | +3.730      |
| 9     | 2     | Румунія · Ралуца Стреметурару · Валентін Крецу · Васіле Гитлан / Дар'юс Шербан                       | 1:01.402               | 1:02.743                  | 1:03.547      | 3:07.692 | +4.286      |
| 10    | 1     | Чехія · Анна Чежикова · Міхал Лейшек · Філіп Вейделек / Зденек Пекний                                | 1:01.852               | 1:03.545                  | 1:04.159      | 3:09.556 | +6.150      |
| 11    | 5     | Україна · Юліанна Туницька · Антон Дукач · Ігор Стахів / Андрій Лисецький                            | 1:01.123               | 1:04.244                  | 1:04.237      | 3:09.604 | +6.198      |
| 12    | 3     | Китай · Ван Пейсюань · Фань Дояо · Хуан Єбо / Пен Цзюньюе                                            | 1:01.947               | 1:03.467                  | 1:04.768      | 3:10.182 | +6.776      |
| 13    | 4     | Південна Корея · Айлен Фріш · Лім Нам Кю · Пак Чі Йон / Чо Юн М'юн                                   | 1:02.682               | 1:05.265                  | 1:03.291      | 3:11.238 | +7.832      |
|       | 7     | Словаччина · Катаріна Шимонакова · Йозеф Нініс · Томаш Ваверчак / Матей Змій                         | 1:01.579               | 1:02.338                  | DNF           | DNF      | +9          |